# Lawrenciu
Lawrenciu este un element chimic artificial și radioactiv, aparținând actinidelor, și având ca simbol chimic Lr. Lawrenciul a fost sintetizat pentru prima dată la 14 februarie 1961, de o echipă de fizicieni, condusă de Albert Ghiorso, experți în fizică nucleară de la Laboratorul Național Lawrence Berkeley, din cadrul Universității California.

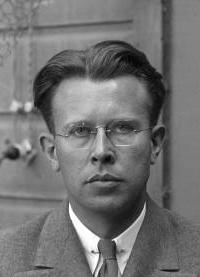
Ernest O. Lawrence (1901 - 1958)

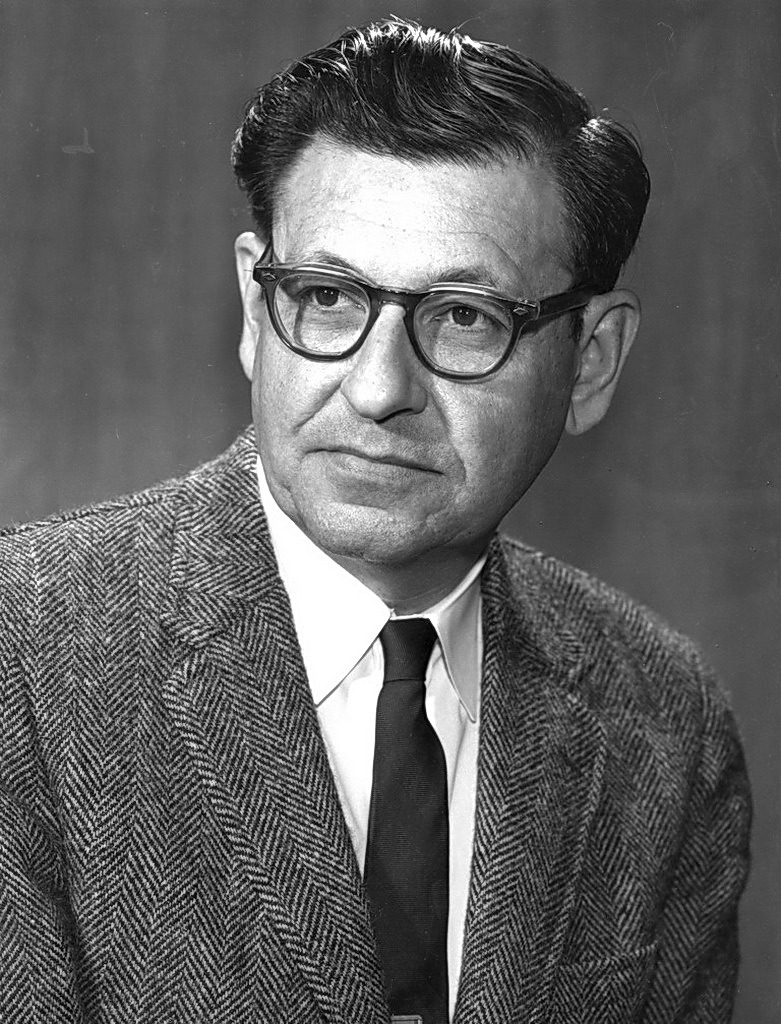
Albert Ghiorso (1915 - 2010)

Elementul este denumit după numele fizicianului american Ernest Orlando Lawrence, care este inventatorul ciclotronului (un accelerator circular de particule elementare) care descoperire a deschis posibilitatea unor descoperiri ulterioare de elemente grele transuraniene (elemente cu un număr de ordine superior uraniului în tabelul elementelor) ca de exemplu: neptuniu (93), plutoniu (94), americiu (95), curiu (96), berkeliu (97), californiu (98), einsteiniu (99), fermiu (100),
mendeleviu (101), nobeliu (102), lawrenciu (103) etc..

Lawrenciu

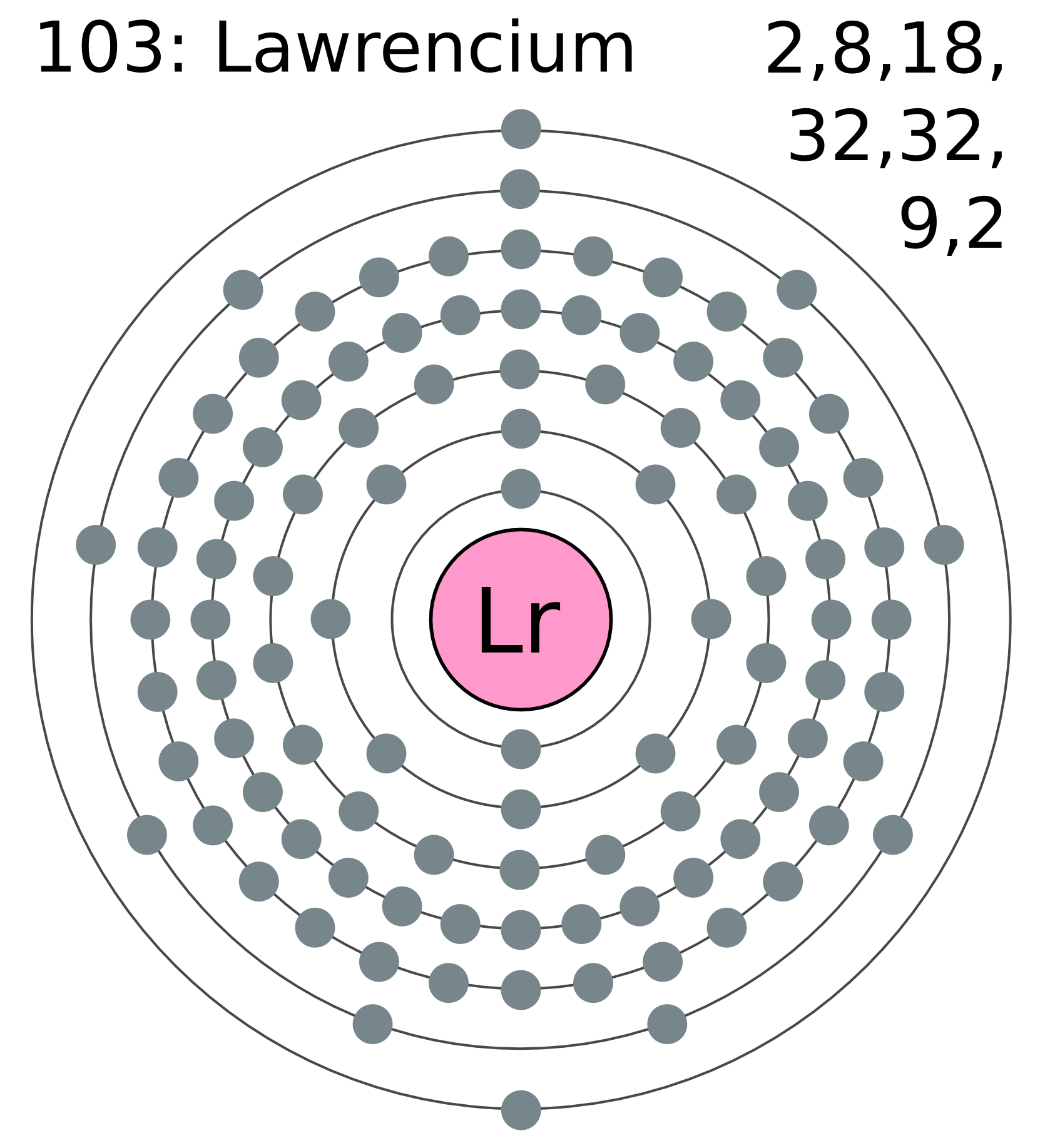
Configurația electronică a atomului de lawrenciu

## Istoric

### Descoperire
Lawrenciul a fost primul element chimic sintetizat de echipa de fizicieni formată din Albert Ghiorso, Torbjørn Sikkeland, Almon Larsh, Robert M. Latimer și coechipierii lor, la 14 februarie 1961, în Laboratorul Național Lawrence Berkeley din cadrul Universității California. Primii atomi de lawrenciu au fost produși prin bombardarea a 3 miligrame de izotopi de californiu cu nuclei de bor-10 și bor-11, proveniți de la Acceleratorul Linear de Ioni Grei (ALIG). Echipa de la Berkeley a raportat că izotopul 257Lr a fost descoperit în acest mod, și are un timp de înjumătățire de 8 secunde, emițând 8,6 MeV particule alfa. Mai târziu s-a dovedit ca fiind izotopul 258Lr.

## Proprietăți
Lawrenciul este metal radioactiv cu un timp de înjumătățire foarte scurt, adică un element cu un nucleu atomic instabil care emite radiați ionizante cu emisiuni energie (razele Gamma) și de particule elementare (radiațiile Beta și Alfa) care duce la transformarea materiei, forma finală fiind plumbul. 
Elementul are zece izotopi cunoscuți (nucleide cu același număr de ordine, în sistemul periodic dar masă atomică diferită) cu un timp de înjumătățire (timpul în care exponențial se reduce la jumătatea nucleilor atomici).
 Acest timp de înjumătățire variază la izotopi între câteva secunde până la 3,6 ore. Electronegativitatea elementului după Pauling are valoarea de 1,3, punctul de topire fiind 1627° C (1900 Kelvin), nu se cunosc încă alte proprietăți a lawrenciului, elementul fiind încă obiect de cercetare (cercetările sunt limitate din cauza timpului scurt de înjumătățire).